# Leucisca squalina
Leucisca squalina is een krabbensoort uit de familie van de Leucosiidae. De wetenschappelijke naam van de soort is voor het eerst geldig gepubliceerd in 1838 door MacLeay.